# Hulda Sköldberg

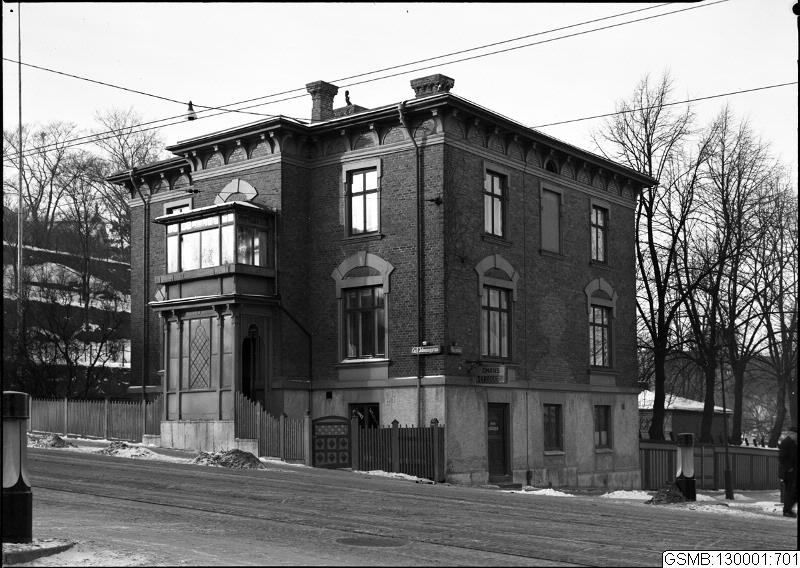
Hulda Sköldbergs bostadshus på Karl Johansgatan 31 i Majorna

Karl Johansgatan i Göteborg, omkring 1900, med familjen Olssons bostadshus till vänster i bilden

Hulda Josefina Sköldberg (gift Olsson), född 8 november 1876 i Göteborgs Domkyrkoförsamling, död 24 november 1940 i Göteborgs Carl Johans församling, var en svensk fiskhandlare. 
Hulda Sköldberg var verksam som fiskhandlare i Göteborg. Hon blev en framgångsrik företagare, och utnämndes till hovleverantör hos Gustaf V. 
Hon var gift med konservfabrikören Oscar H. Olsson. Makarna är begravda på Västra kyrkogården i Göteborg.
Hulda Sköldberg bodde i en fastighet på Karl Johansgatan 31 i Majorna. Byggnaden användes 1944-1970 som Göteborgs förskoleseminarium och från 2009 som "Huldas hus" som mötesplats och resurs för hemlösa kvinnor i socialförvaltningens regi.
En spårvagn i Göteborg har sitt namn efter henne.